# Кобильники (Ґродзиський повіт)
Кобильники (пол. Kobylniki, нім. Koppeln) — село в Польщі, у гміні Ґродзиськ-Велькопольський Ґродзиського повіту Великопольського воєводства.
Населення — 257 осіб (2011).
У 1975-1998 роках село належало до Познанського воєводства.

## Демографія
Демографічна структура станом на 31 березня 2011 року:
|          | Загалом | Допрацездатний вік | Працездатний вік | Постпрацездатний вік |
| -------- | ------- | ------------------ | ---------------- | -------------------- |
| Чоловіки | 126     | 42                 | 80               | 4                    |
| Жінки    | 131     | 42                 | 77               | 12                   |
| Разом    | 257     | 84                 | 157              | 16                   |